# Миддендорф, Трейси
Тре́йси Линн Ми́ддендорф (англ. Tracy Lynn Middendorf; род. 26 января 1970, Майами, Флорида) — американская актриса

 и кинопродюсер.

## Биография
Трейси Линн Миддендорф родилась 26 января 1970 года в Майами (штат Флорида). У Трейси есть сестра — Тиффани Миддендорф. Миддендорф окончила «Pickens High School».

## Карьера
Трейси дебютировала в кино в 1992 году, сыграв роль Кэрри Брэйди в фильме «Одна бурная ночь».
В 2000 году снялась в 9-м эпизоде 7-го сезона сериала «Секретные материалы». В следующем году сыграла роль Адель Суонсон во втором эпизоде телесериала «Клиент всегда мёртв».
В 2007 году Трейси сыграла роль Бонни в телесериале «Остаться в живых». Всего Миддендорф сыграла в 54-х фильмах и телесериалах.
В 2006 году Трейси дебютировала в качестве продюсера с фильмом «El Cortez».
В 2014 году Трейси Миддендорф исполнила роль Дэриан Чендлер, жены Капитана 2-го ранга Тома Чендлера, в телесериале «Последний корабль».
С 2015 года играет роль Мэгги Дювал в телесериале «Крик».

## Личная жизнь
Со 2 января 2005 года Миддендорф замужем за писателем Францем Уайзнером. У неё есть два сына: Кэлвин Дай (род. в 2003 году) от предыдущих отношений с актёром Кэмероном Даем и Оскар Уайзнер (род. в июле 2008 года) от брака с Уайзнером.

## Избранная фильмография
| Год       |   | Русское название    | Оригинальное название | Роль          |
| --------- | - | ------------------- | --------------------- | ------------- |
| 2001      | с | Клиент всегда мёртв | Six Feet Under        | Адель Суонсон |
| 2005      | с | Доктор Хаус         | House                 | Сара Райлих   |
| 2007      | с | Остаться в живых    | Lost                  | Бонни         |
| 2015—2016 | с | Крик                | Scream                | Мэгги Дювал   |